# Hyades (astronomie)
Pour les articles homonymes, voir Hyades.
Les Hyades, objet C41 du catalogue de Caldwell, est l'amas ouvert le plus proche du Système solaire et l'un des mieux étudiés. L'amas est distant de 151 années-lumière de nous. Il est constitué de 300 à 400 étoiles partageant des caractéristiques communes telles que l'âge et la composition chimique. Les quatre membres les plus brillants de l'amas sont toutes des géantes rouges qui ont commencé leur vie sur la séquence principale en tant qu'étoiles de classe spectrale A. Elles se nomment selon la désignation de Bayer Gamma, Delta, Epsilon, et Theta Tauri. Elles forment un astérisme en forme de « V » représentant la tête de la constellation du Taureau et couvrant quatre degrés. Aldébaran, l'étoile la plus brillante du Taureau, fait partie de cet astérisme, il représente l'œil du Taureau. Mais Aldébaran ne fait pas partie de l'amas. Il est en effet situé deux fois plus près de nous que l'amas. Cet amas est un des rares qu'il est préférable d'observer aux jumelles plutôt qu'au télescope, compte tenu de sa surface.
Les données recueillies par le satellite Hipparcos dans les années 1990 ont permis d'établir un certain nombre de paramètres fondamentaux de l'amas. Le centre de l'amas, qui abrite la plus forte concentration d'étoiles, a un rayon de 17,6 années-lumière et le rayon total de l'amas est de 65 années-lumière. Cependant un tiers des membres confirmés de cet amas se situent dans un halo s'étendant bien au-delà de cette frontière et sont sans doute sur le point d'échapper à la force de gravité de cet amas.
L'amas des Hyades et l'amas plus grand et plus distant de la Crèche, appelé également M44 dans le catalogue de Messier, présentent des caractéristiques communes. Ils ont notamment le même âge, le même mouvement propre et la même métallicité. Par ailleurs il est possible de reconstituer leur trajectoire par le passé. Il s'avère que ces deux amas proviennent de la même région de la galaxie et ont donc une origine commune.
Les étoiles de l'amas des Hyades sont plus riches en éléments lourds que le Soleil et les étoiles ordinaires situées dans son voisinage.

## Nomenclature

### En Grèce
Le nom de l’amas Hyades est le grec Ὑάδες, connu des Grecs au moins depuis Homère, (VIIIe s. av. è. c.) avec l’Iliade, que dans l’Odyssée, puis Les travaux et les jours d’Hésiode.
Selon l’interprétation étymologique la plus fréquente dans l’Antiquité, Ὑάδες dériverait de ὑειν, « pleuvoir » , ce qui fait d’elles, du point de vue mythologique, les nymphes de la pluie, engendrées pour les uns par le titan Atlas et Ethra, ou un autre couple. Ératosthène (IIIe s. av. è. c.) ne nous dit rien sur leur personnalité mais selon Hyginus, Phérécide d’Athènes vivant à la même époque que l’auteur des Καταστερισμοὶ les a nommées Ambrosie, Coronis, Dioné, Eudore, Pedile, Phyto et Polyxo« Les étoiles nommées Hyades définissent les contours du front et du mufle du taureau », nous dit Ératosthène. Pour d'autres, elles furent les nourrices de Dionysos sur le mont Nysa. Zeus les transporta au Ciel pour les remercier de leur dévouement à protéger son fils de la jalousie de son épouse Héra.

### En Mésopotamie et en Syrie

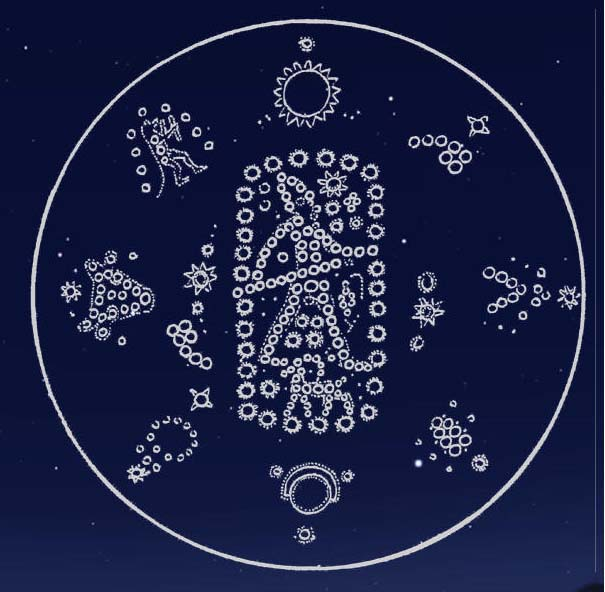
<RŠ / ŠR̕>, « la Tête du Taureau », sur une coupe astrale araméenne du VIIIe s. av. è. c.

Il faut amettre en rapport cette image de Tête de taureau avec la lettre de l’alphabet cananéen appelée ālep, littéralement « le bœuf », qui porte le nom de l’animal dont elle est la première lettre et qui, après avoir subi une rotation de 90°, a donné la lettre grecque A = Alpha.
La « Tête de Taureau » grecque est aussi connue en Syrie où nous la trouvons sur une coupe astrale araméenne du VIIIe siècle avant notre ère, et cette figure est sur le chemin qui mène de Mésopotamie à la Grèce.
Nous trouvons en effet ; mul.GU4.AN.NA, d.is-le-e AGA de.a-nim, dans les Séries MUL.APIN, le premier traité d'astronomie mésopotamienne, découvert à Ninive dans la bibliothèque d'Assurbanipal et datant au plus tard de 627 av. è. c. Cette Is lê ou « Mâchoire d’Ilû, [le Taureau céleste] », semble être une figure analogique des Hyades dans le cadre de la constellation du Taureau qui contient d’autres étoiles, à commencer par mul.MUL, « l’Étoile par excellence », qui correspond aux Pléiades.

### Chez les Arabes

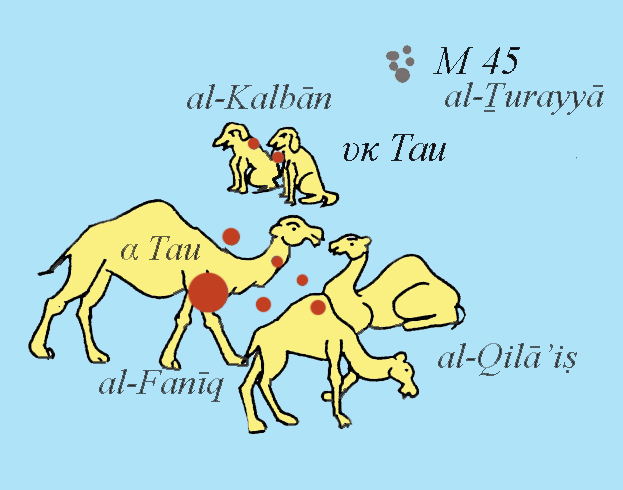
Le groupe الفنيق والقلائص al-Fanīq wa-l-Qilā’iṣ, le « Chameau mâle et les Jeunes Chamelles » dans le ciel arabe traditionnel.

Dans le ciel arabe traditionnel, qui existait avant l’adoption du ciel ptolémaïque, mais qui s’est perpétué à côté de lui, y compris chez les astronomes, cet astérisme correspond à un groupe de chameaux comprenant الفنيق Al-Fanīq, « le Chameau de race » (α Tau), accompagné d'القلائص al-Qilā’iṣ, « les Jeunes Chamelles », Ibn Qutaybah (ca. 860), que l'on trouve transcrit chez Simon Assemani (1790) et qui donne al Calaiess chez Louis-Benjamin Francœur (1828) mais sans lendemain.
Dans le calendrier des manāzil al-qamar ou « stations lunaires », la IVe correspond à Alpha Tauri, mais, nommée الدبران  al-Dabarān, elle fait partie de la figure développée d’e الثريّا Al-Ṯurayyā, dont le cœur correspond à M 45 Pléiades.

## Morphologie et évolution

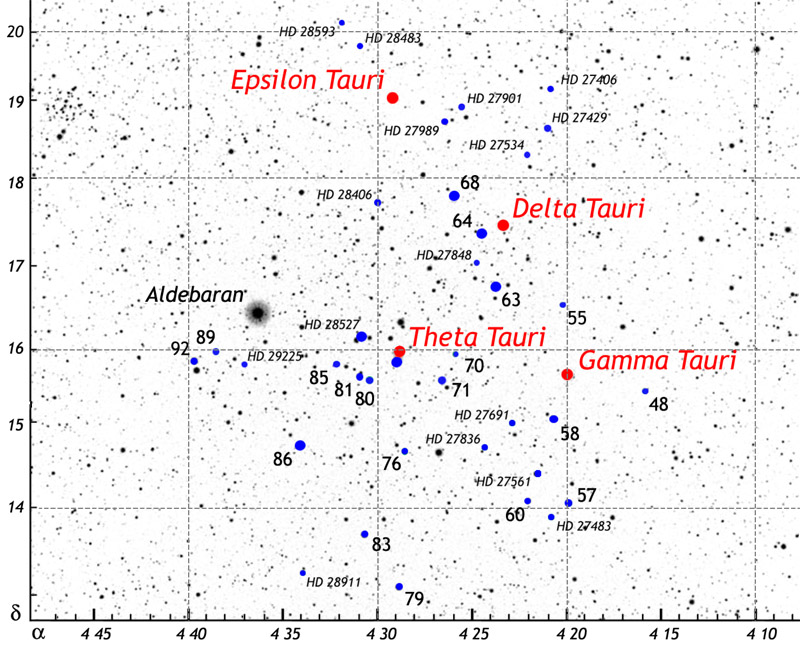
Carte du cœur de l'amas des Hyades.

La plupart des amas ouverts ont une durée de vie relativement brève de l'ordre de quelques dizaines de millions d'années car les étoiles qu'ils abritent se sont formées à la suite de la contraction d'un nuage de gaz et de poussières et ces étoiles se dispersent avec le temps sous l'action des forces de marée si bien qu'elles finissent par ne plus être liées les unes aux autres par la gravitation. Pour décrire ce processus de dislocation de l'amas on emploie le terme évaporation en astronomie. Seuls les amas ouverts les plus massifs, situées à de grandes distances du centre galactique, peuvent survivre sur des périodes de temps plus longues. Ainsi au moment de sa formation l'amas des Hyades contenait probablement un plus grand nombre d'étoiles qu'aujourd'hui. Des estimations donnent une masse comprise entre 800 et 1 600 masses solaires à sa naissance.
L'amas des Hyades est déficitaire en étoiles très chaudes de type O et B ainsi qu'en étoiles de faible masse et en naines brunes. Avec un âge estimé à 625 millions d'années les étoiles les plus massives ont quitté la séquence principale et occupent aujourd'hui d'autres stades de l'évolution stellaire. Le cœur de l'amas abrite 8 naines blanches, correspondant à la population originelle d'étoiles de l'amas de type spectral B (avec une masse de l'ordre de 3 M☉ chacune) arrivées à l'étape ultime de leur vie. L'amas abrite également 4 géantes rouges. Il s'agit d'étoiles dont le type spectral était A lorsqu'elles appartenaient à la séquence principale. Elles ont une masse respective de l'ordre de 2,5 M☉. Il abrite une étoile géante blanche de type spectral A7 III, l'étoile Theta2 Tauri, la compagne de l'une des quatre géantes rouges.
Les autres étoiles de l'amas appartiennent toutes à la séquence principale. On dénombre parmi elles au moins 21 étoiles de type spectral A, environ 65 étoiles de type F et environ 50 de type G.
Quant aux étoiles naines de faible masse, leur nombre semble faible si on compare leur distribution dans l'amas des Hyades à leur distribution dans le voisinage du Soleil. On ne dénombre en effet à ce jour dans les Hyades que 48 étoiles de type K, une douzaine d'étoiles de type M0-M2, et très peu d'étoiles de type M3-M9. Dans un rayon de 10 parsecs autour du Système solaire on dénombre par contre au moins 239 étoiles naines de type M, constituant environ 76 % du total des étoiles situées dans son voisinage.
Douze naines brunes à ce jour sont également considérées comme des membres de l'amas.
L'observation de la distribution des différents types d'étoiles dans l'amas révèle aussi qu'il a connu un phénomène de ségrégation de masse. Le centre de l'amas ne contient en effet que des systèmes stellaires dont la masse est égale ou supérieure à 1,0 M☉, à l'exception des naines blanches.

## Membres les plus importants
| Nom traditionnel | Désignation | Magnitude apparente | Distance (al) | Type spectral | Notes                   |
| ---------------- | ----------- | ------------------- | ------------- | ------------- | ----------------------- |
|                  | θ2 Tau      | 3,41                | 149           | A7III         | variable de type δ Sct  |
| Ain              | ε Tau       | 3,54                | 155           | G9.5III       | une exoplanète possible |
| Hyadum I         | γ Tau       | 3,65                | 154           | K0III         |                         |
| Hyadum II        | δ1 Tau      | 3,76                | 153           | K0III         |                         |
|                  | θ1 Tau      | 3,85                | 158           | K0IIIb        |                         |
|                  | κ1 Tau (en) | 4,21                | 153           | A7IV-V        | système sextuple        |
|                  | 90 Tau (en) | 4,27                | 150           | A6V           |                         |
|                  | υ Tau (en)  | 4,28                | 155           | A8Vn          | variable de type δ Sct  |
| Clééia           | δ3 Tau (en) | 4,30                | 148           | A2IV          | variable de type α2 CVn |
|                  | ι Tau (en)  | 4,62                | 163           | A7V           |                         |
|                  | ρ Tau (en)  | 4,65                | 152           | A8V           | variable de type δ Sct  |
|                  | σ2 Tau (pt) | 4,67                | 159           | A5Vn          |                         |

## Théorie de la relativité générale
Lors de l'éclipse totale de soleil du 29 mai 1919, l'astronome Arthur Eddington prouva à partir d'un cliché où la position de cet amas était légèrement décalée par rapport à sa position habituelle que la gravité affecte la trajectoire des rayons lumineux et valide ainsi par l'observation la théorie de la relativité générale d'Albert Einstein.